# Highlander (chat)
Pour les articles homonymes, voir Highlander.
Le Highlander (également connu sous le nom de Highlander Shorthair, ou de Highland Lynx) est une race de chat développée dans les années 2000. Son apparence unique provient du croisement délibéré entre les races Desert Lynx et Jungle Curl, également récemment développées. Bien que ces deux races revendiquent des lignées d'espèces sauvages, elles se sont avérées être des races de chats entièrement domestiques,,,,.

## Histoire
Vers le début des années 2000, aux États-Unis, les Highland Lynx furent développés à partir du croisement de 2 races hybrides : le Desert Lynx et le Jungle Curl (pour obtenir ces oreilles courbées si caractéristiques), l'objectif étant d’obtenir un chat à l'allure sauvage.
Depuis mai 2008, ce chat est reconnu par TICA (The International Cat Association), pour la compétition dans la classe Preliminary New Breed, qui le divise en 2 sous-races : ceux à poil long (Highlander) et ceux à poil court (Highlander Shorthair).
En 2016, ce chat est promu au statut d'Advanced New breed ce qui lui permet de participer aux compétitions, mais sans pouvoir remporter de prix. Il reste considéré par le Rare and Exotic Feline Registry (registre des races félines rares et exotiques) comme un sous-groupe du Desert Lynx.
Malgré l’approbation de TICA et la visibilité qui en résulte, le Highlander est encore très peu répandu en dehors de son pays d’origine : les États-Unis. On en recense quelques éleveurs au Canada et en Europe,,,,.

## Description

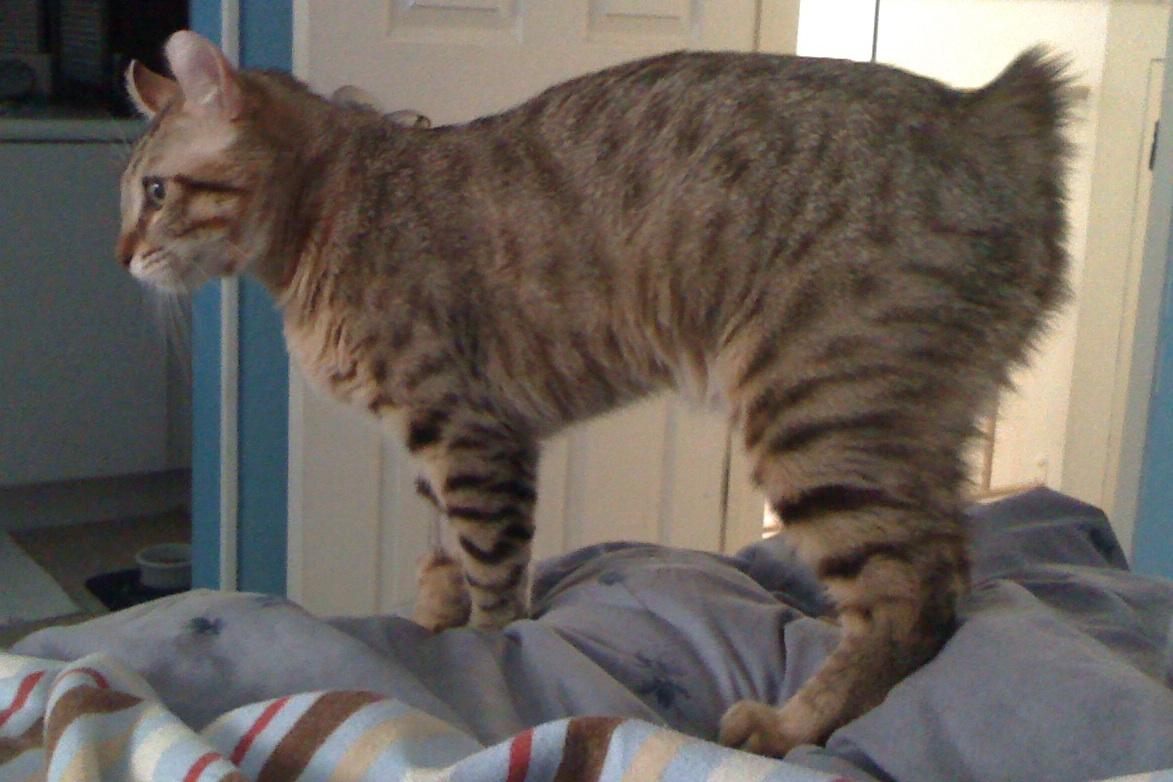
Pelage tabby reconnaissable.

Le Highlander est né d'un croisement entre les races expérimentales Desert Lynx et Jungle Curl,.
Il a une courte queue, des marques tachetées ou classiques, du maquereau et ressemble au lynx roux. Le Highlander a un long front incliné et un museau émoussé avec un nez très large. Ses yeux sont écartés et ses oreilles sont droites avec une légère courbure et un léger virage vers l'arrière. Son corps est conséquent et très musclé. La femelle peut atteindre entre 5 et 6 kg, et les mâles entre 7 et 9 kg. Les chats bicolores ne sont pas admis dans le standard de la race,,,.

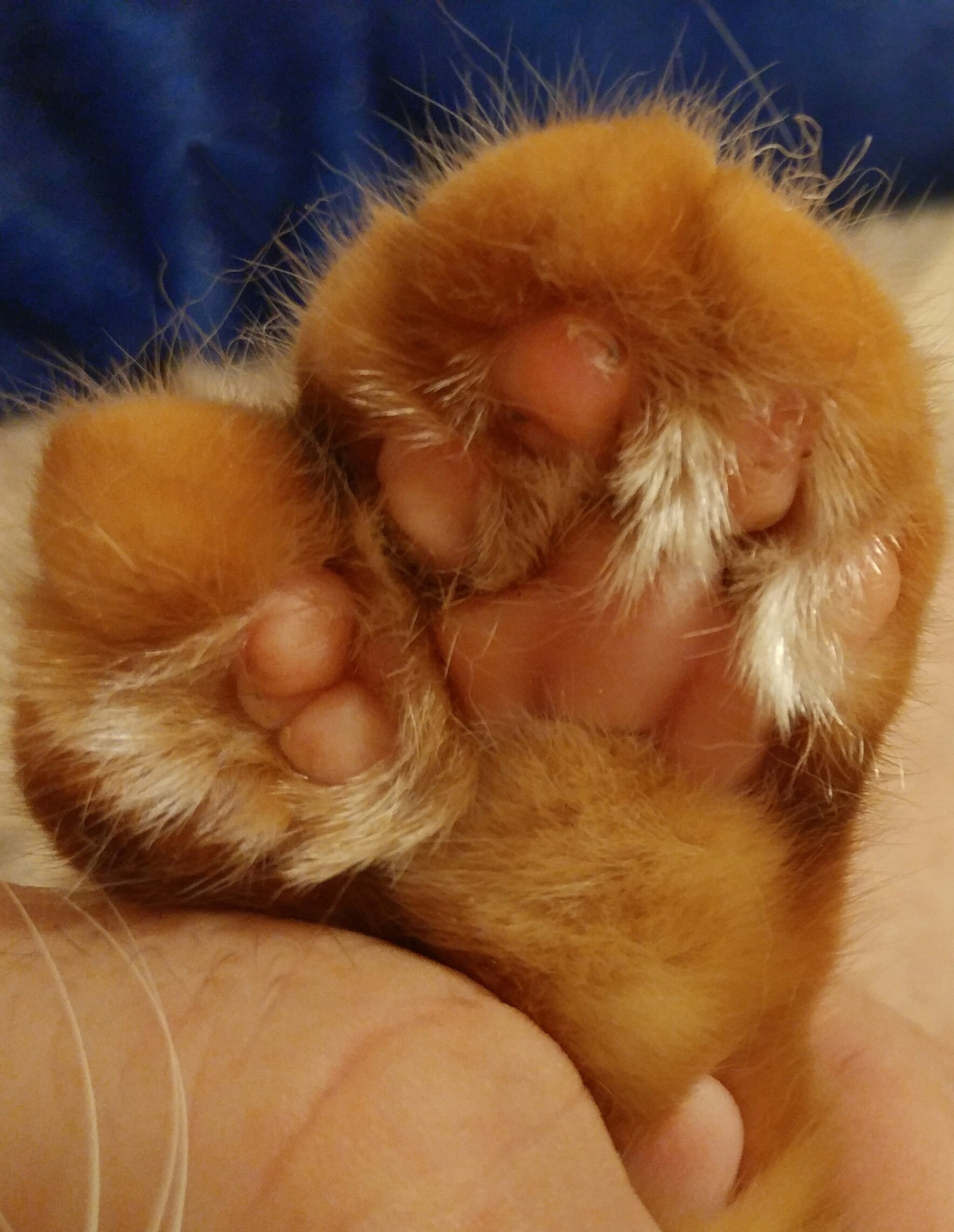
Gros plan sur une patte polydactyle.

Certains ont des pattes polydactyles, mais ce n'est pas un trait souhaité chez les chats et il a été prouvé qu'il cause des problèmes de santé aux genoux et aux hanches à mesure que les chats vieillissent. Le Highlander n'a aucun problème de santé connu et est friand d'eau,.
Malgré son "air de gros chat", le Highlander est un chat orienté vers l'humain, amical et joueur, très actif et confiant. Il affiche une coloration tabby / colourpoint.
Bien que certains chats soient polydactyles, cela ne fait pas partie du standard et c'est un critère de disqualification lors d'une exposition,,,,.